# Gianni Bugno
Gianni Bugno (Brugg, 1964. február 14. –) olasz profi kerékpáros. 1990-ben megnyerte a Giro d’Italiát, és a világkupát, 91-ben és 92-ben világbajnok lett. Kétszeres Olasz nemzeti bajnok, többszörös Tour de France és Vuelta a España szakaszgyőztes.

## Külső hivatkozások
- A www.world-of-cycling.com-on